# ویکی‌پدیای ماری تپه‌ای
ویکی‌پدیای ماری تپه‌ای نسخه زبان ماری تپه‌ای وب‌گاه ویکی‌پدیا است.
زبان ماری تپه‌ای تا ۴ ژوئن ۲۰۱۲ با بیش از ۵٬۰۶۰ مقاله در رده یک‌صدوچهل‌ویک ویکی‌پدیاها قرار گرفته‌است.